# Имомова, Дилором Неъматовна
Дилором Неъматовна Имомова (15 апреля 1966 года, Кашкадарьинская область, Узбекская ССР) — узбекский политический деятель, депутат Законодательной палаты Олий Мажлиса Республики Узбекистан IV созыва. Член Народно-демократической партии Узбекистана.

## Биография
Дилором Имомова окончила факультет физики Ташкентского государственного университета (ныне Национальный университет Узбекистана). В 2020 году избрана в Законодательную палату Олий Мажлиса Республики Узбекистан IV созыва, а также назначена на должность члена Комитета по аграрным и водохозяйственным вопросам Законодательной палаты Олий Мажлиса Республики Узбекистан.